# Octomeria harantiana
Octomeria harantiana är en orkidéart som beskrevs av Irene Bock. Octomeria harantiana ingår i släktet Octomeria och familjen orkidéer. Inga underarter finns listade i Catalogue of Life.